# Лялько, Вадим Иванович
Вадим Иванович Лялько (укр. Вадим Іванович Лялько; 1 сентября 1931, Переяслав — 24 сентября 2022) — советский и украинский учёный в области аэрокосмических исследований и гидрогеолог. Директор Научного центра аэрокосмических исследований Земли Института геологических наук НАН Украины, академик НАН Украины, профессор, доктор геолого-минералогических наук, заслуженный деятель науки и техники Украины.

## Биография
Родился в семье служащих.
В 1947—1948 гг. учился в спецшколе Военно-Воздушных сил СССР.
В 1955 г. с отличием окончил геологический факультет Киевского государственного университета им. Т. Г. Шевченко.
В том же году стал работать инженером отдела гидрогеологии Института геологических наук АН УССР, с 1959 года младший научный сотрудник.
В 1964 защитил кандидатскую диссертацию на тему «Формирование, оценка и прогноз изменения ресурсов подземных вод в условиях засушливой зоны Украины (по материалам экспериментальных исследований в пределах междуречья Днепр-Молочная» (научный руководитель — А. Е. Бабинец), а в следующем году стал старшим научным сотрудником отдела гидрогеологии Института геологических наук АН УССР.
С 1969 года заведующий отделом моделирования гидрогеологических процессов Института геологических наук АН УССР, с 1973 г. заведующий отделом тепломассопереноса в земной коре.
В 1972 г. защитил докторскую диссертацию на тему «Исследование особенностей тепло- и массопереноса в подземных водах юго-запада Русской платформы и сопредельных регионов». В 1986 г. присвоено звание профессора.
В 1974—1978 гг. заместитель академика-секретаря и член Бюро отделения наук о Земле АН УССР.
В 1992 году по его инициативе был основан Центр аэрокосмических исследований Земли Института геологических наук НАН Украины, который он возглавил. В том же году избран членом-корреспондентом Академии наук Украины, а в мае 2010 года — академиком НАН Украины.
С 2001 г. член-корреспондент Международной академии аэронавтики.
Умер 24 сентября 2022 года.

## Научное наследие
Вадим Лялько — автор больше 350 работ, среди которых 20 монографий.
- Исследование процессов переноса тепла и вещества в земной коре. Киев, Наукова думка, 1978.
- Тепломассоперенос в литосфере. Киев, Наукова думка, 1985.

## Награды
- Заслуженный деятель науки и техники Украины (1997 г.).
- Лауреат премии им. В. И. Вернадского Академии наук Украины (1986 г.).
- Лауреат Государственной премии УССР в области науки и техники (1989 г.).
- Лауреат Государственной премии Украины в области науки и техники (2005 г.).